# Pèrenoir rougegorge
Loxigilla noctis
Espèce
Statut de conservation UICN

 LC  : Préoccupation mineure
Le Pèrenoir rougegorge (Loxigilla noctis), aussi appelé Sporophile rougegorge, est une petite espèce de passereaux de la famille des Thraupidae, notamment répandu à travers les petites Antilles.
La Sporophile de Barbade, qui se trouve uniquement en Barbade a été récemment[Quand ?] reconnue comme une espèce distincte du Pèrenoir rougegorge.

## Répartition et sous-espèces
Selon la classification de référence du Congrès ornithologique international (15.1, 2025) :

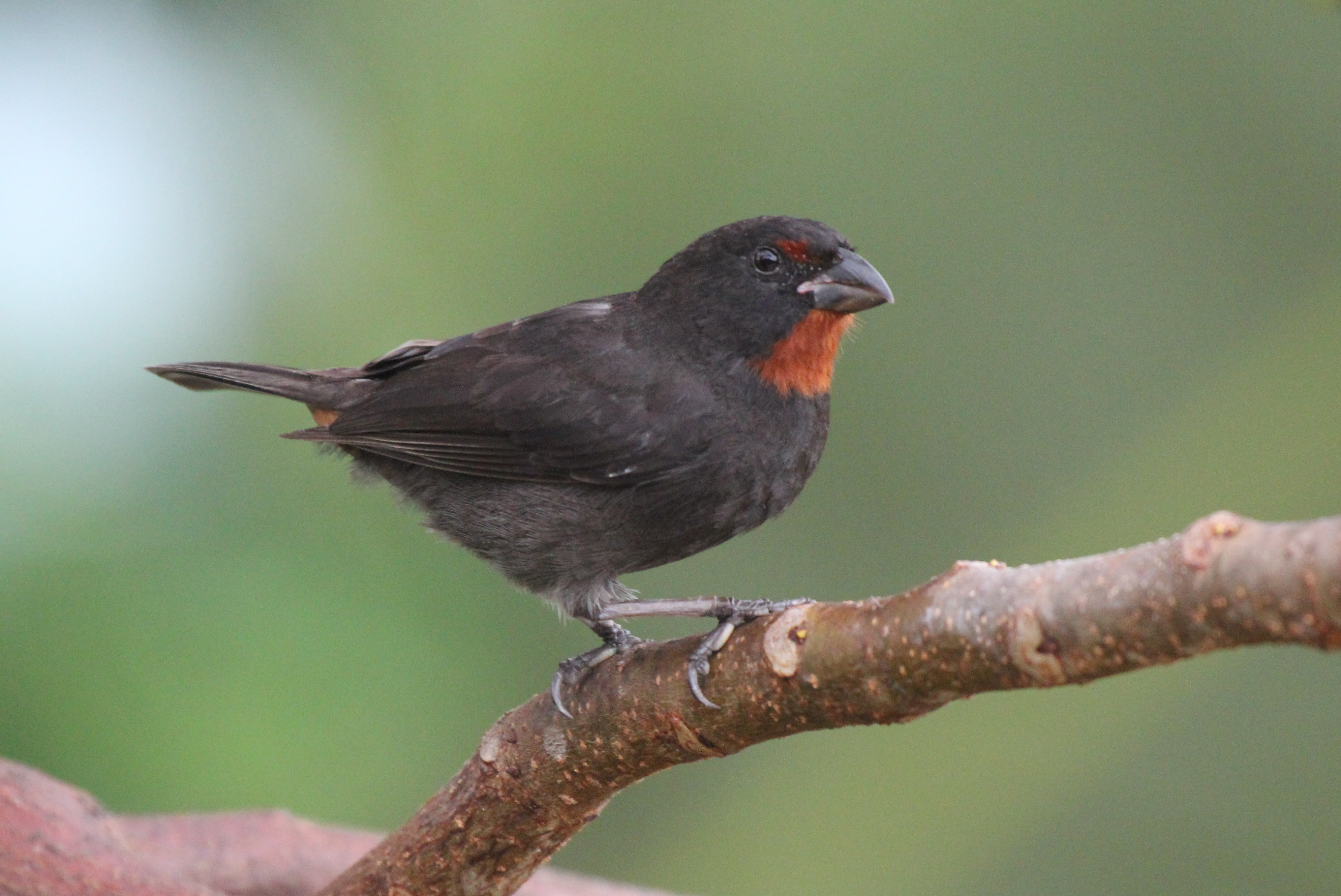
La sous-espèce L. n. ridgwayi.

- L. n. coryi (Ridgway, 1898) — Saint-Christophe et Montserrat ;
- L. n. ridgwayi (Cory, 1892) — Saint John, Sainte-Croix, Anguilla, Saint-Martin, Antigua-et-Barbuda croupion rouge ;
- L. n. desiradensis Danforth, 1937 — La Désirade ;
- L. n. dominicana (Ridgway, 1898) — Guadeloupe et Dominique ;
- L. n. noctis (Linné, 1766) — Martinique ;
- L. n. sclateri Allan, 1880 — Sainte-Lucie ;
- L. n. crissalis (Ridgway, 1898) — Saint-Vincent ;
- L. n. grenadensis (Cory, 1892) — Grenade.